# جادکووسکی-فولوارک
جادکووسکی-فولوارک (به لهستانی:  Dziadkowskie-Folwark) یک روستا در لهستان است که در گمینا خوشلو واقع شده‌است.